# 過程と実在
『過程と実在』（かていとじつざい、英: Process and Reality）は、1929年に出版されたイギリスの哲学者アルフレッド・ノース・ホワイトヘッドの主著。プロセス哲学・プロセス神学を確立した著作として知られる。
ちなみに、ホワイトヘッドの言葉として有名な「全ての西洋哲学はプラトンの脚注に過ぎない」という趣旨の言葉、正確には「ヨーロッパの哲学伝統の最も安全な一般的性格づけは、それがプラトンについての一連の脚注から成っているということである。」(The safest general characterization of the European philosophical tradition is that it consists of a series of footnotes to Plato.) という言葉は、本書の第2部第1章の冒頭付近に出てくるものである。

## 構成
- 序論
(Preface)

- 第1部　思弁的図式
(Part 1. The Speculative Scheme)
  - 第1章　思弁哲学
(Chapter 1. Speculative Philosophy)
  - 第2章　範疇的図式
(Chapter 2. The Categoreal Scheme)
  - 第3章　若干の派生的概念
(Chapter 3. Some Derivative Notions)

- 第2部　議論と適用
(Part 2. Discussions and Applications)
  - 第1章　事実と形相
(Chapter 1. Fact and Form)
  - 第2章　延長的連続体
(Chapter 2. The Extensive Continuum)
  - 第3章　自然の秩序
(Chapter 3. The Order of Nature)
  - 第4章　有機体と環境
(Chapter 4. Organisms and Environment)
  - 第5章　ロックとヒューム
(Chapter 5. Locke and Hume)
  - 第6章　デカルトからカントへ
(Chapter 6. From Descartes to Kant)
  - 第7章　主観主義原理
(Chapter 7. The Subjective Principle)
  - 第8章　象徴的指示
(Chapter 8. Symbolic Reference)
  - 第9章　命題
(Chapter 9. Propositions)
  - 第10章　過程
(Chapter 10. Process)

- 第3部　把握の理論
(Part 3. The Theory of Prehension)
  - 第1章　感受の理論
(Chapter 1. Feelings)
  - 第2章　原初的感受
(Chapter 2. The Primary Feelings)
  - 第3章　感受の伝達
(Chapter 3. The Transmission of Feelings)
  - 第4章　命題と感受
(Chapter 4. Propositions and Feelings)
  - 第5章　経験のもつ一層高次の諸相
(Chapter 5. The Higher Phases of Experience)

- 第4部　延長の理論
(Part 4. The Theory of Extension)
  - 第1章　同位的区分
(Chapter 1. Coordinate Division)
  - 第2章　延長的結合
(Chapter 2. Extensive Connection)
  - 第3章　平坦な場所
(Chapter 3. Flat Loci)
  - 第4章　歪み
(Chapter 4. Strains)
  - 第5章　測定
(Chapter 5. Measurement)

- 第5部　最終的解釈
(Part 5. Final Interpretation)
  - 第1章　理念的に対立するもの
(Chapter 1. The Ideal Opposites)
  - 第2章　神と世界
(Chapter 2. God and The World)

## 日本語訳
- 『過程と実在 (上・下)』（ホワイトヘッド著作集 10-11巻）山本誠作訳、松籟社、1984年
- 『過程と実在 (1・2)』平林康之訳、みすず書房、1981年/2023年